# Osca
Officine Specializzate Costruzioni Automobili - Fratelli Maserati SpA geralmente abreviado para O.S.C.A., OSCA ou Osca 1947 à 1967. A empresa italiana O.S.C.A. foi criada por três irmãos Maserati, depois que venderam a empresa Maserati para a família Orsi.

## História
A O.S.C.A. foi criada em dezembro de 1947 pelos irmãos Maserati Ettore, Blindo e Ernesto (Alfieri infelizmente faleceu em 1932), após terem vendido a empresa original (Maserati) à família Orsi, em 1937 (que permaneceram como consultores por 10 anos). O objetivo era o de produzir carros pequenos para competições, o que fizeram com muito sucesso, o primeiro carro a ser produzido foi um modelo esportivo com tomada de ar, o seu nome era MT4.
Com novos desenvolvimentos sobretudo o MT4-2AD com (twin-cam) - Camâra de ar dupla - , que venceu classe 1100cc da Itália chamada de Mille Maglia isso no ano de 1950, bem com muitas outras. Eles também disputaram algumas corridas de Formúla 1, com carros normalmente-aspirados de 4,5 Litros, em 1951 e 1952 só que com menos sucesso que a 1100cc.
Em 1952 eles desenvolveram um novo monoposto de 1987cc para satisfazer as regras do campeonato de F1, assim conseguindo algumas vitórias em 1953. Alguns modelos da O.S.C.A. fizeram sucesso nos Estados Unidos, na famosa corrida de 12 horas de Sebring no ano de 1954, que contou com o famoso piloto Stirling Moss em um O.S.C.A. MT4 de 1450cc.
Em meados de 1950 a O.S.C.A. se concentrou na classe 1500, usando um novo motor de 1490cc, embora eles também terem produzido o 750s com 750 bhp e 750cc, com camâra de ar dupla, que marcou a classe 1500cc com a vitória da Le Mans de 1958, pilotado por De Tomaso.
Os carros normais de rua começaram a ser produzidos na fábrica da O.S.C.A em 1960, 128 no total do modelo 1600GT sendo produzidos até 1963. As carrocerias eram fornecidas pelas empresas: Touring, Zagato, Fissore, Bonechi e Morelli, enquanto que a potência vinha da unidade 1600 com tomada de ar dupla de 4 cilindros. Eles também trabalharam com a Fiat por algum tempo, modificando os Fiat 600 (Fiat Seicento), bem como os motores foram utilizados na produção dos automóveis (autocarros) da Fiat a partir do final dos anos de 1950. Então a O.S.C.A. tornou-se parte da MV Agusta em torno de 1963 e finalmente deixou o comércio em 1966. 